# 1953 no jornalismo
Nesta página encontrará referências aos acontecimentos directamente relacionados com o jornalismo ocorridos durante o ano de 1953.

## Eventos
- Fundação do The Korea Herald, jornal da Coreia do Sul.

## Nascimentos
| Data           | Nome               | Profissão               | Nacionalidade  | Observações | Ref |
| -------------- | ------------------ | ----------------------- | -------------- | ----------- | --- |
| 16 de janeiro  | Artur Albarran     | jornalista e empresário | Portugal       |             |     |
| 20 de julho    | Thomas Friedman    | jornalista e escritor   | Estados Unidos |             |     |
| 11 de setembro | Jani Allan         | jornalista              | África do Sul  |             |     |
| 23 de setembro | Rodolpho Gamberini | jornalista              | Brasil         |             |     |
| ?              | Luís Pimentel      | escritor e jornalista   | Brasil         |             |     |
| ?              | Andrew Morton      | escritor e jornalista   | Reino Unido    |             |     |
| ?              | Gideon Levy        | jornalista              | Israel         |             |     |

## Mortes
| Data | Nome | Profissão | Nacionalidade | Observações | Ref |
| ---- | ---- | --------- | ------------- | ----------- | --- |